# Nabil Fekir
Nabil Fekir (sinh ngày 18 tháng 7 năm 1993) là một cầu thủ bóng đá chuyên nghiệp người Pháp gốc Algeria hiện đang thi đấu và là đội trưởng của câu lạc bộ La Liga Real Betis. Vị trí thi đấu của anh là tiền vệ tấn công.
Là một học viện tốt nghiệp của Lyon, anh đã được thăng cấp vào đội tuyển vào tháng 7 năm 2013. Fekir trở thành đội bóng đầu tiên trong mùa thứ hai của anh, khi anh được mệnh danh là "Cầu thủ trẻ của năm" của Trophées UNFP. Anh đã có hơn 100 lần ra sân cho "Les Gones", và cũng là đội trưởng vào năm 2017.
Fekir đã ra mắt đội tuyển bóng đá quốc gia Pháp vào tháng 3 năm 2015 và từng cùng với các đồng đội lên ngôi vô địch FIFA World Cup 2018.

## Sự nghiệp của câu lạc bộ

### Thanh niên
Fekir sinh ra tại Lyon, Pháp. Anh có cha là người gốc Algeria.
Fekir đã tham gia vào đội trẻ Olympique Lyonnais ở tuổi 12. Một sự thất bại lớn xảy ra hai năm sau đó khi anh được thả ra vì không đủ mạnh. Anh gia nhập câu lạc bộ Vaulx-en-Velin nhỏ bé để chứng tỏ bản thân. Anh tiếp tục sự nghiệp thanh thiếu niên của mình tại Saint-Priest, nơi tài năng của ông nổi bật lên. Các hướng đạo sinh từ khắp nước Pháp đến xem những đứa trẻ. Vào một thời điểm AS Saint-Étienne - các đối thủ địa phương của Lyon - rất muốn ký Fekir. Một số người có thể muốn có một cơ hội để trả thù ngọt ngào như vậy, nhưng không phải Fekir. Anh kiên nhẫn chờ đợi Lyon - câu lạc bộ duy nhất anh thực sự muốn chơi cho anh - đăng ký lại anh, điều họ đã làm trong năm 2011. "Tôi muốn cho họ biết rằng họ (Lyon) đã phạm sai lầm", anh nói.

### Lyon
Fekir đã có mặt trong đội hình đội hình Lyon lần đầu tiên vào ngày 30 tháng 7 năm 2013, vẫn là cầu thủ thay thế cho đội nhà 1-0 trước Grasshopper trong Champions League vòng loại vòng loại thứ ba. Cuối cùng anh ấy đã thực hiện đội đầu tiên của Lyon vào ngày 28 tháng 8 năm 2013, thay vào đó là Yassine Benzia vào thời gian hiệp 1 ở trận lượt đi vòng 2 Champions League với tỉ số 2-0 để thua Real Sociedad, cho thấy câu lạc bộ bị loại khỏi đội hình sau khi thất bại chung cuộc 4-0. 3 ngày sau anh ra mắt Ligue 1, thi đấu toàn bộ trận đấu trong trận thua 2-1 trên sân khách. Vào ngày 27 tháng 4 năm 2014, chống lại Bastia trong chiến thắng 4-1 tại nhà của Ligue 1, anh đã ghi được bàn thắng đầu tiên của mình (trong 23 phút) cho đội bóng đầu tiên của Lyon và hỗ trợ, một mục tiêu cho Bakary Koné và Alexandre Lacazette Lyon tiếp tục chịu áp lực công việc Fekir đã có tổng cộng 17 lần ra sân trong tất cả các giải đấu trong mùa giải đầu tiên của mình (2013-14) với đội bóng đầu tiên của Lyon, ghi một bàn.
Trong mùa 2014-15, anh đã thường xuyên tham gia các trận đấu ở đội một và đến ngày 19 tháng 3 năm 2015, anh đã ghi được 11 bàn và kiến tạo 7 trong 25 trận đấu Ligue 1 mùa giải 2014-2015, dành được danh hiệu cầu thủ trẻ xuất sắc nhất của năm của anh ở Ligue 1. Anh đã hoàn thành mùa giải 2014-15 Ligue 1 với 13 bàn thắng. và 9 kiến tạo.
Vào ngày 29 tháng 8 năm 2015, Fekir lập cú hat-trick trong chiến thắng 4-0 của Ligue 1 gặp Caen. Lyon giành chiến thắng 4-0 tại Caen. Anh đã bỏ lỡ phần lớn mùa giải 2015-16 với dây chằng bị gãy gối sau chấn thương trong lúc tập trung tuyển quốc gia trong trận giao hữu gặp Bồ Đào Nha.
Vào ngày 23 tháng 2 năm 2017, Fekir đã ghi một hat-trick và kiến tạo cho Mouctar Diakhaby trong khuôn trận đấu lượt về vòng 1/32,chiến thắng 7-1 trên AZ Alkmaar để được vào bảng điểm của một UEFA Europa League hoặc UEFA Champions League trận đấu lần đầu tiên trong sự nghiệp của mình, có nghĩa là vào ngày 23 tháng 2 anh đã ghi 10 bàn và cung cấp 10 lần kiếm tạo trong tất cả các trận đấu ở mùa 2016-17.
Vào đầu tháng 8 năm 2017, sau khi chuyển Maxime Gonalons tới AS Roma một tháng trước đó, Fekir được bổ nhiệm làm đội trưởng của câu lạc bộ. Vào ngày 5 tháng 11, anh ghi hai bàn thắng trong chiến thắng 5-0 tại Ligue 1 trước kình địch đáng gờm AS Saint-Etienne. Sau khi Fekir ghi bàn thắng thứ hai của anh ở phút 84, anh đã cởi áo của mình và ghi tên và số của mình cho các cổ động viên Saint-Étienne, người đã ném đồ vật và tràn vào sân, bị xúc phạm bởi cử chỉ. Trọng tài Clément Turpin đã dẫn các cầu thủ ra khỏi sân và cảnh sát chống bạo động chạy lên trên sân để khôi phục lại trật tự. Trận đấu đã bị dừng lại trong 40 phút trước khi hai đội có thể chơi 5 phút cuối cùng của trận tại sân Geoffroy-Guichard.

### Betis
Mùa hè năm 2019, anh chia tay Lyon để gia nhập Real Betis cùng với người em trai Yassin, với giá 20 triệu Euro.

## Thống kê sự nghiệp

### Câu lạc bộ
Tính đến 19 tháng 7 năm 2020
| Lyon      | 2013–14   | Ligue 1   | 11  | 1  | 0  | 0 | 2 | 0 | 4  | 0  | — | — | 17  | 1  |
| Lyon      | 2014–15   | Ligue 1   | 34  | 13 | 2  | 2 | 1 | 0 | 2  | 0  | — | — | 39  | 15 |
| Lyon      | 2015–16   | Ligue 1   | 9   | 4  | 0  | 0 | 0 | 0 | 0  | 0  | — | — | 9   | 4  |
| Lyon      | 2016–17   | Ligue 1   | 32  | 9  | 2  | 1 | 1 | 0 | 13 | 4  | 1 | 0 | 49  | 14 |
| Lyon      | 2017–18   | Ligue 1   | 29  | 18 | 2  | 2 | 0 | 0 | 8  | 3  | — | — | 39  | 23 |
| Lyon      | 2018–19   | Ligue 1   | 29  | 9  | 3  | 0 | 1 | 0 | 6  | 3  | — | — | 39  | 12 |
| Lyon      | Tổng cộng | Tổng cộng | 144 | 54 | 9  | 5 | 5 | 0 | 33 | 10 | 1 | 0 | 192 | 69 |
| Betis     | 2019–20   | La Liga   | 32  | 7  | 1  | 0 | — | — | —  | —  | — | — | 33  | 7  |
| Tổng cộng | Tổng cộng | Tổng cộng | 177 | 61 | 10 | 5 | 5 | 0 | 33 | 10 | 1 | 0 | 226 | 76 |

### Quốc tế
| Pháp      | Pháp | Pháp | Pháp |
| Năm       | Trận | Bàn  |      |
| --------- | ---- | ---- | ---- |
| 2015      | 5    | 1    |      |
| 2016      | 2    | 0    |      |
| 2017      | 3    | 0    |      |
| 2018      | 10   | 1    |      |
| 2019      | 4    | 0    |      |
| 2020      | 1    | 0    |      |
| Tổng cộng | 25   | 2    |      |

### Bàn thắng quốc tế
Bàn thắng và kết quả của Pháp được để trước.
| #  | Ngày                | Địa điểm                           | Đối thủ          | Bàn thắng | Kết quả | Giải đấu |
| -- | ------------------- | ---------------------------------- | ---------------- | --------- | ------- | -------- |
| 1. | 7 tháng 6 năm 2015  | Stade de France, Saint-Denis, Pháp | Bỉ               | 2–4       | 3–4     | Giao hữu |
| 2. | 28 tháng 5 năm 2018 | Stade de France, Saint-Denis, Pháp | Cộng hòa Ireland | 2–0       | 2–0     | Giao hữu |